# Nippes
Nippes, departman na Haitima, nastao 2003. odvajanjem od departmana Grand'Anse koji je izvorno bio dio departman Sud, smješten uz obalno područje Canala du Sud i nasuprot otoka Gonâve, na Karipskom moru. Populacija 2003 iznosi 266,379. Središte: Miragoâne. Sastoji se od arrondissementa l'Anse-à-Veau, Baradères i Miragoâne.

## Vanjske poveznice
|  | Zajednički poslužitelj ima još gradiva o temi Nippes |